# ایسی پولارد
ایسی پولارد (انگلیسی: Issy Pollard؛ زادهٔ ۲ دسامبر ۱۹۷۵) بازیکن سابق فوتبال اهل انگلستان است. او برای چندین باشگاه در سطح لیگ برتر فوتبال زنان انگلستان و برای باشگاه بیتسله در سوئد بازی کرد.
وی همچنین در تیم ملی فوتبال زنان انگلستان بازی کرده است.